# XL Airways France
XL Airways France – nieistniejąca francuska linia lotnicza z siedzibą w Tremblay-en-France. Głównym węzłem był Port lotniczy Paryż-Roissy-Charles de Gaulle.

## Historia
Została założona w 1995 jako Star Europe, w 1998 nazwa została zmieniona na Star Airlines. Ostatnia zmiana nazwy nastąpiła w listopadzie 2006, po którym realizowała operacje jako XL Airways France.
Firma ogłosiła bankructwo, a sąd francuski nakazał likwidację spółki w październiku 2019. 4 października została wstrzymana sprzedaż biletów, oraz wszystkie loty przewoźnika, kończąc tym samym jego działalność.

## Flota
W swojej historii flota XL Airways France składała się z 30 samolotów:
| Samolot         | Samolot  | Okres użytkowania | Okres użytkowania | Uwagi |
| Model           | Wycofane | Rozpoczęcie       | Zakończenie       | Uwagi |
| --------------- | -------- | ----------------- | ----------------- | ----- |
| Airbus A320-200 | 8        | 2008-2010         | 2008-2013         |       |
| Airbus A330-200 | 9        | 2009-2019         | 2010-2019         |       |
| Airbus A330-300 | 6        | 2010-2016         | 2010-2019         |       |
| Airbus A340-300 | 1        | 2014              | 2014              |       |
| Boeingi 737-800 | 6        | 2007-2010         | 2007-2016         |       |
| Łącznie         | 30       |                   |                   |       |